# Duché de Medina Sidonia
Pour les articles homonymes, voir Medina Sidonia.
Le duché de Medina Sidonia est un titre de noblesse héréditaire du royaume d'Espagne que le roi Jean II de Castille créa en faveur de Juan Alonso Pérez de Guzmán, 3e comte de Niebla, le 17 février 1445, comme récompense pour les services rendus à la couronne par sa lignée, fondée par Guzmán le Bon. Le nom du duché provient de la ville espagnole de Medina-Sidonia, en Andalousie, et c'est aussi d'où provient le nom de la maison de Medina Sidonia. 
Il s'agit de l'un des principaux et plus traditionnels titres d'Andalousie et du royaume d'Espagne et celui qui donne nom à la maison de Medina Sidonia, l'une des lignées familiales les plus importantes d'Espagne, en plus d'être le duché héréditaire continu le plus ancien d'Espagne. 
Les ducs de Medina Sidonia furent les principaux magnats du royaume de Séville, contrôlant le comté de Niebla, le marquisat d'Ayamonte, le marquisat de Gibraltar, la seigneurie de Sanlúcar de Barrameda, etc. Leur principal rival dans la région fut la maison d'Arcos.

## Histoire
Le duché de Medina Sidonia est un duché héréditaire qui a été porté sans interruption depuis sa création en 1445. Il s'agit du duché héréditaire en vigueur le plus ancien de la couronne de Castille et du royaume d'Espagne, étant donné que le duché de Benavente en vigueur fut créé en 1473 et que le duché d'Arjona en vigueur est en réalité une réhabilitation de 1902,. 
Ce duché eut une très grande importance historique, c'est pourquoi il reçut en 1520 la Grandesse d'Espagne de première classe ou "immémoriale", qui est concédée aux principales lignées nobiliaires d'Espagne.
Ce titre resta aux mains de la famille Pérez de Guzmán jusqu'en 1779, quand il fut hérité par José Álvarez de Toledo y Gonzaga, onzième marquis de Villafranca del Bierzo. Depuis lors, les Álvarez de Toledo ont détenu ce titre jusqu'à la mort de la vingt-et-unième duchesse, où il fut hérité par son fils Leoncio Alonso González de Gregorio y Álvarez de Toledo, de la lignée des González de Gregorio.
Les ducs de Medina Sidonia ont du sang royal, étant donné qu'entre autres lignées, María Antónia Gonzaga y Caraciolo, mère du seizième duc de Medina Sidonia, Francisco de Borja Álvarez de Toledo y Gonzaga, descendait, via la maison d'Este, de Catherine-Michelle d'Autriche (1567–1597), fille de Philippe II mariée à Charles-Emmanuel Ier de Savoie.
Saint Dominique de Guzman, fondateur de l'Ordre des Frères Prêcheurs, canonisé en 1234, aurait été un membre de cette famille.

## Première création en 1380
Henri II a accordé en 1380 le duché de Medina Sidonia à Enrique de Castille y Sousa, fils naturel qu'il avait eu avec Juana de Sousa, mais qui mourut sans descendance. Après son décès, Henri II fit concession du duché de Medina Sidonia aux Guzmanes, comtes de Niebla, Il existe encore à Cordoue un bâtiment appelé Palais du duc de Medina Sidonia en référence à cet infant.

## Liste des ducs et duchesses de Medina Sidonia

Armoiries complètes de la maison de Medina Sidonia.

- Juan Alonso de Guzmán y Suárez de Figueroa Orozco (en), 1er duc de Medina Sidonia (1410-1468)
- Enrique Pérez de Guzmán y Fonseca (en), 2e duc de Medina Sidonia (I Marqués de Gibraltar) ( ? -1492)
- Juan Alonso Pérez de Guzmán y Afán de Ribera (en), 3e duc de Medina Sidonia (I Marqués de Cazaza) (1464-1507)
- Enrique Pérez de Guzmán y Fernández de Velasco (en), 4e duc de Medina Sidonia (d. 1512)
- Alonso Pérez de Guzmán y Zúñiga, 5e duc de Medina Sidonia ( ? -1549)
- Juan Alonso Pérez de Guzmán y de Guzmán-Zúñiga (en), 6e duc de Medina Sidonia ( ? -1559)
- Alonso Pérez de Guzmán el Bueno y Zúñiga, 7e duc de Medina Sidonia (1549-1615)
- Juan Manuel Pérez de Guzmán y Silva (en), 8e duc de Medina Sidonia (1579-1636)
- Gaspar Pérez de Guzmán y Sandoval, 9e duc de Medina Sidonia (XIV y último Señor de Sanlúcar) (d. 1664)
- Gaspar Pérez de Guzmán y Guzmán (en), 10e duc de Medina Sidonia ( ? -1667)
- Juan Carlos Pérez de Guzmán y Fernández de Córdoba (en), 11e duc de Medina Sidonia (1642-1713)
- Manuel Pérez de Guzmán y Pimentel (en), 12e duc de Medina Sidonia (1671-1721)
- Domingo Pérez de Guzmán y de Silva (en), 13e duc de Medina Sidonia ( ? -1739)
- Pedro de Alcántara Alonso Pérez de Guzmán y Lopez-Pacheco (en), 14e duc de Medina Sidonia (1724-1779)
- José Álvarez de Toledo Osorio y Gonzaga (en), 15e duc de Medina Sidonia ( ? -1796)
- Francisco de Borja Álvarez de Toledo y Gonzaga (en), 16e duc de Medina Sidonia (1763-1821)
- Pedro de Alcántara Álvarez de Toledo y Palafox (en), 17e duc de Medina Sidonia (1803-1867)
- José Joaquín Álvarez de Toledo y Silva (en), 18e duc de Medina Sidonia (1826-1905)
- José Joaquín Álvarez de Toledo y Caro (en), 19e duc de Medina Sidonia (1865-1915)
- Joaquín Álvarez de Toledo y Caro, 20e duc de Medina Sidonia (1894-1955)
- Luisa Isabel Álvarez de Toledo y Maura, 21e duc de Medina Sidonia (1936-2008)
- Leoncio Alonso González de Gregorio y Álvarez de Toledo, 22e duc de Medina Sidonia (1956- )

## Galerie

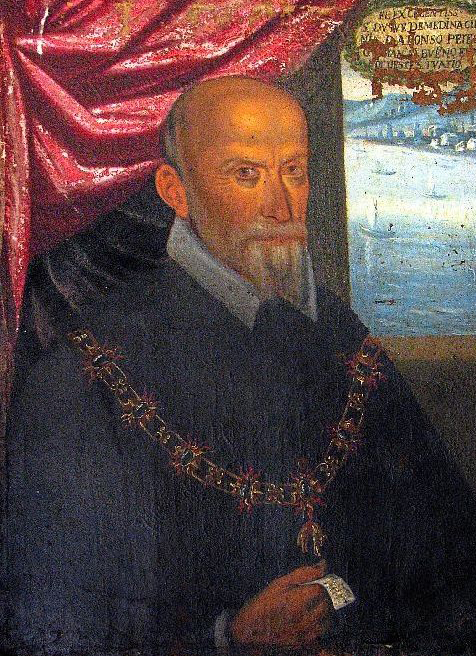
Alonso Pérez de Guzmán el Bueno y Zúñiga, 7e duc de Medina Sidonia.
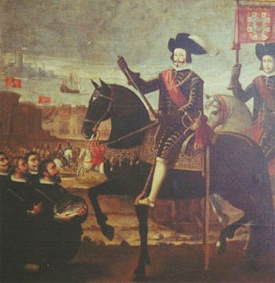
Gaspar Pérez de Guzmán y Sandoval, 9e duc de Medina Sidonia.
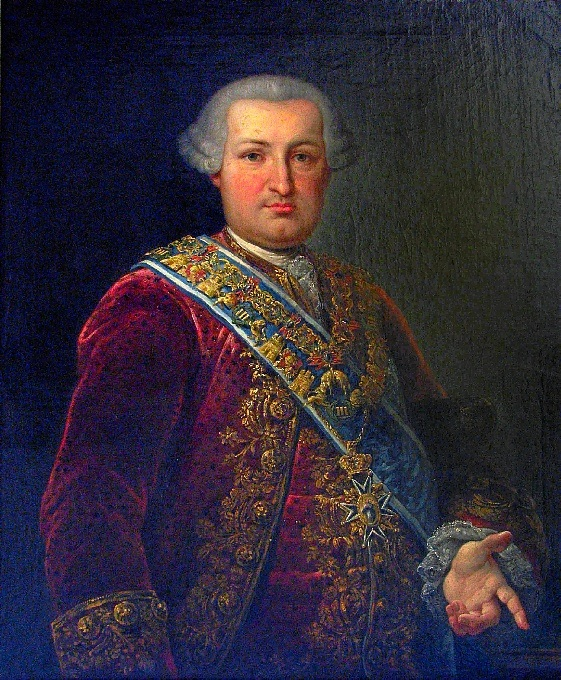
Pedro de Alcántara Alonso de Guzmán el Bueno y Pacheco, 14e duc de Medina Sidonia.
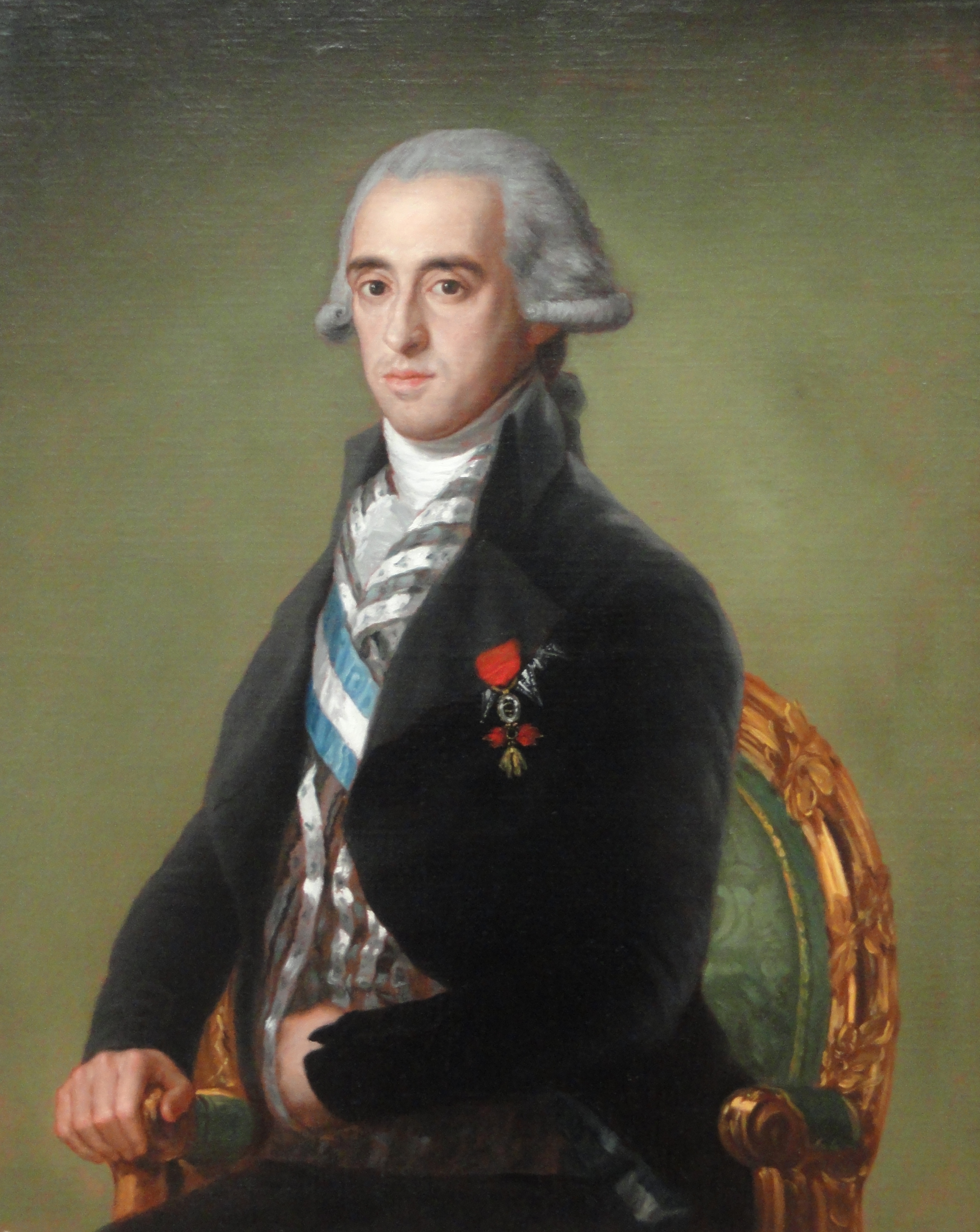
José Álvarez de Toledo y Gonzaga, 15e duc de Medina Sidonia, duc consort d'Albe de Tormes, par Goya (1795), Art Institute of Chicago.
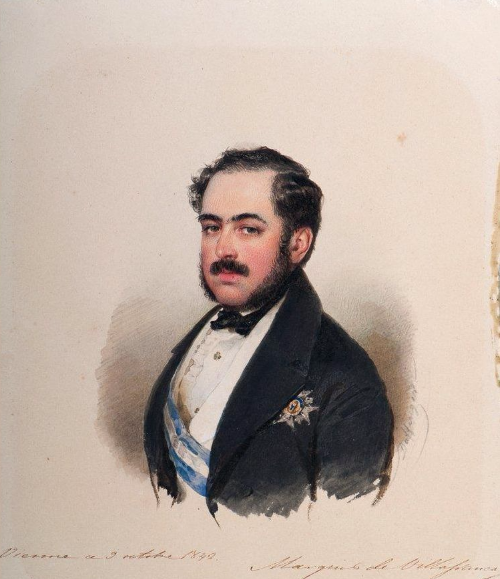
Pedro Álvarez de Toledo y Palafox, 17e duc de Medina Sidonia.
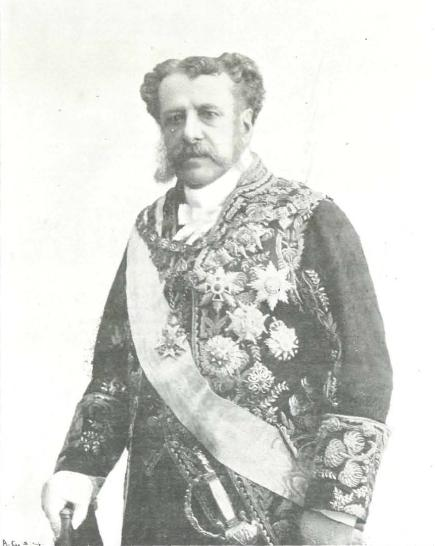
José Joaquín Álvarez de Toledo y Silva, 18e duc de Medina Sidonia.
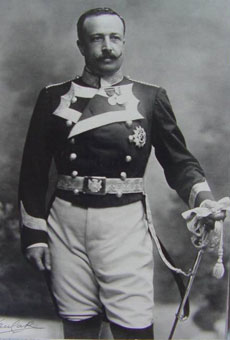
Joaquín Álvarez de Toledo y Caro, 19e duc de Medina Sidonia.